# 驾车乡
驾车乡，是中华人民共和国云南省曲靖市会泽县下辖的一个乡镇级行政单位。

## 行政区划
驾车乡下辖以下地区：
驾车村、小水村、水塘村、光头村、芹菜村、大水村、迤石村、白泥村、屋基村、腰店村、野猪村和钢厂村。